# Il venti di luglio

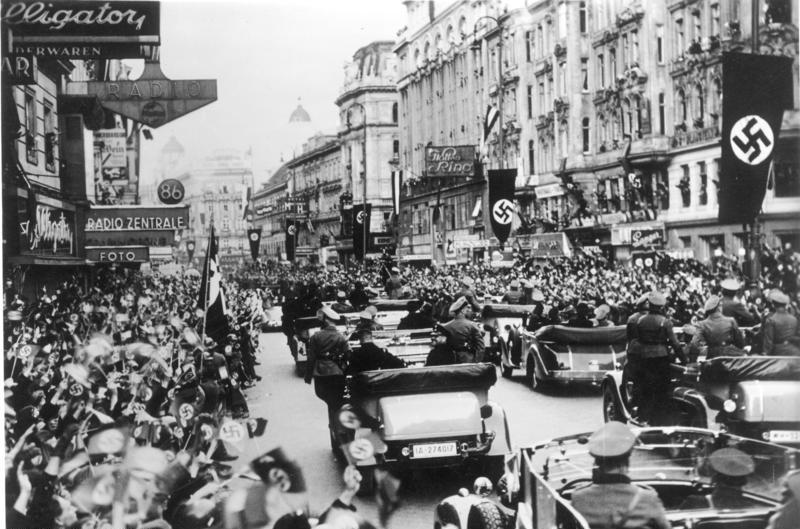
Manifestazioni a favore dell'Anschluss a Vienna, 1938

Il venti di luglio (Der zwanzigste Juli) è un romanzo del 1947, dello scrittore viennese Alexander Lernet-Holenia. Il 20 luglio del 1944 è il giorno in cui avvenne il fallito attentato contro Hitler.

## Trama

### L'Anschluss
Suzette Joel, diciassettenne ebrea, nel 1936, sposa a Vienna un certo signor Alberti, di chiara discendenza italiana, impiegato presso il Ministero della Guerra. Quando, nel '38, due anni dopo, la violenza tedesca sfocia nell'annessione dell'Austria, nella Vienna nazista e antisemita, la famiglia Alberti, che non ha preservato la purezza di una razza "che tale più non era", viene emarginata dall'ambiente accademico di cui Alberti faceva parte. La coppia si riduce a tradurre documenti scritti in lingue orientali, provenienti dal Ministero della Guerra, relativi a presunte rivoluzioni, che si vogliono favorire o sedare. Nel '44 Alberti muore e la moglie Suzette, che non ha mai voluto prendere seriamente in considerazione l'ipotesi di una fuga, più volte propostale dal marito, si trova improvvisamente sola e senza risorse. Sa che la verranno a cercare, appena la notizia della morte del marito, raggiungerà il quartier generale della Gestapo. Infatti si presentano in tre, in borghese e mettono a soqquadro la casa. Cercano i documenti del Ministero, che Alberti tiene nei cassetti della sua scrivania. Approfittando di una distrazione della "sbirraglia", agli ordini di "un individuo con quella pettinatura", Suzette riesce a imboccare una scala di servizio, richiudendosi dietro le spalle la pesante porta, che blocca gli inseguitori.

### Elisabeth muore ma poi fugge in Italia
Vaga per una Vienna piena di rovine, in cui la gente aspetta in coda di potersi calare nei rifugi, sotto i bombardamenti alleati. Giunge alla casa della sua unica amica: Elisabeth Josselin, sposata a un Grande Invalido tedesco, che per sua stessa ammissione "di questi austriaci, nonostante si sforzasse, capiva sempre meno". Sfortunatamente il marito rientra poco dopo e Suzette deve fuggire di nuovo. È incinta, aiutata dall'amica abortisce ma l'operazione la lascia febbricitante e sempre più debole. Non può essere ricoverata perché è ricercata, viene nascosta da amici di Elisabeth che, quando vede che l'amica peggiora, chiede a un medico di portarla in ospedale sotto falso nome. Il suo. La notte stessa Suzette muore. Elisabeth si rede conto che - per il mondo - è lei la morta. Suo padre, il barone Bushek, è costretto a organizzarle un funerale di prima classe. Per fortuna il caos sta dilagando nella capitale e, poco dopo la cerimonia, mentre i parenti e gli amici chiedono spiegazioni sulla malattia fulminea, che ha condotto alla morte improvvisa di Elisabeth, suona l'allarme e tutti si precipitano nei rifugi.

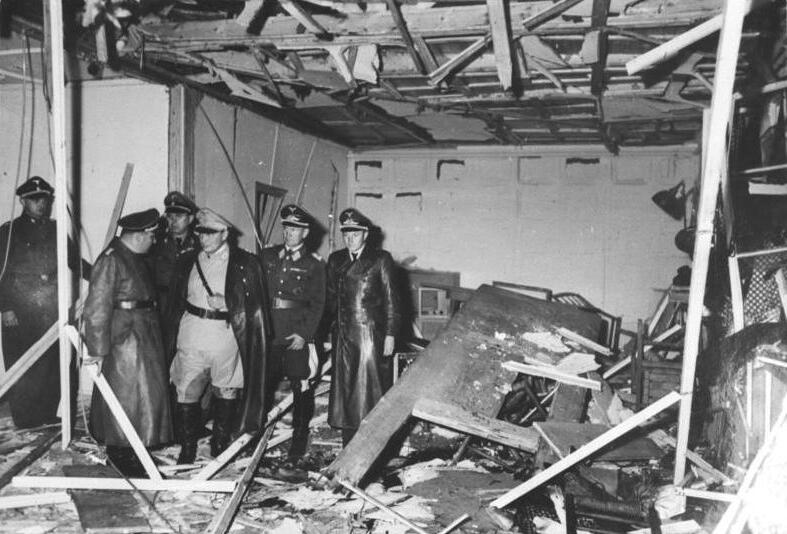
Il bunker dove avvenne il fallito attentato a Hitler nel '44

### "Operazione Valchiria"
Nel frattempo il marito di Elisabeth, il capitano Josselin, si è lasciato convincere dal suo generale a partecipare all'attentato che deve liberare l'Austria e il mondo intero da Hitler e dai "suoi mentecatti, totalmente privi di gusto". Viene arrestato e - quando si sparge la notizia che Hitler è morto - riesce a dileguarsi, convincendo i due ufficiali che lo avevano fatto prigioniero a liberarlo. Il sollievo è breve, poco dopo si viene a sapere che Hitler è scampato all'attentato e ha ordinato la fucilazione di tutti i militari coinvolti nella fallita Operazione Valchiria. Elisabeth nel frattempo è riuscita a contattare Bukowsky, un ufficiale della polizia politica che si finge un trafficante e vive al Grand Hotel. Può aiutarla a fuggire in Svizzera. Bukowsky si innamora di lei e le propone invece di scappare insieme in Italia. Lei non si concede, ma non si nega e - costretta - si promette: "una volta arrivati in Italia". Nel frattempo il marito - evitata la fucilazione - si dirige verso la stazione ferroviaria, dove si trovano anche Bukowsky e sua moglie, in procinto di partire per l'Italia. Bukowsky viene fatto scendere dal treno, allontanato e ucciso da un ufficiale della Gestapo, che lo ritiene coinvolto nell'attentato. Il treno si muove Josselin sale, cerca un posto nei vagoni strapieni e viene accompagnato dal bigliettaio all'unico posto libero: quello di Bukowsky. Di fronte a sua moglie. "Con la sinistra cercò la destra di Elisabeth, e nell'ombra sotto il finestrino, dove la luce non arrivava, le loro mani si incontrarono.

## Significato letterario
Un racconto lungo che potrebbe essere il tratteggiato di un romanzo breve. In cui lo scambio di identità tra le due protagoniste e lo sviluppo imprevedibile del finale, introducono un elemento poliziesco abbastanza tipico di Lernet-Holenia. Il tema di fondo è l'impossibilità di giustificare un popolo (austriaco) che si è fatto governare da (un austriaco) Hitler, che - se fosse rimasto in Austria - non avrebbe potuto aspirare nemmeno alla carica di consigliere regionale, ma, tornato in patria dopo aver convinto i tedeschi (votati all'autodistruzione) viene accolto come un eroe, nonostante l'assurda pettinatura e i "mentecatti completamente privi di gusto di cui si circonda". La satira sferzante colpisce i funzionari delle diverse polizie naziste, borghesi intriganti che giocano alla guerra, ma non risparmia nemmeno i militari, che finiscono per assistere impotenti alla fine della propria potenza, né il barone, padre di Elisabeth, e il conte Josselin. Il primo ridotto a poco più di una macchietta, capace solo di lamentarsi e ingiuriare i propri connazionali, Josselin rigido per le ferite di guerra e per la mentalità del tedesco trapiantato nella multietnica Austria, che cerca di risollevarsi dopo il diluvio della Grande Guerra, solo per cacciarsi ciecamente nella seconda guerra mondiale. Il libro, scritto nel '47, a rovine ancora calde, esprime attraverso la satira, tutta l'indignazione di chi sente che in Austria - prima dell'umanità e della pietà - è stata tradita l'intelligenza e il buon gusto.

## Adattamenti cinematografici
Dall'evento storico cui si riferisce il racconto, sono stati tratti tre film, il più famoso è senz'altro Operazione Valchiria (Valkyrie) un film del 2008 diretto da Bryan Singer. La pellicola è ambientata durante la seconda guerra mondiale e racconta della preparazione dell'attentato del 20 luglio 1944 ai danni di Adolf Hitler perpetrato da un gruppo di ufficiali tedeschi, guidato dal colonnello Claus von Stauffenberg. Il film vede protagonista Tom Cruise nel ruolo di Stauffenberg, affiancato da Kenneth Branagh, Bill Nighy e Tom Wilkinson, rispettivamente nei panni di Henning von Tresckow, Friedrich Olbricht e Friedrich Fromm.

## Edizioni
Alexander Lernet-Holenia, Il venti di luglio, traduzione di Elisabetta Dell'Anna Ciancia, Piccola Biblioteca Adelphi 572, pp. 112, Adelphi, 2008, ISBN 978-88-459-2284-8.
Nell'edizione Adelphi del 2008 sono inclusi, sotto lo stesso titolo, altri due racconti brevi: 
- "Maresi"[10]. - la storia di un nobile decaduto, nella Vienna che, senza più Impero ne' Monarchia, cade nelle mani di avidi profittatori di guerra e spietati popolani. Von Hubner - cui il giudice che lo interroga ricorda che non ci sono più von: solo Hubner - viene salvato dal suicidio da una cavalla purosangue, che una volta era stata sua.
- "Il dio cieco" - una storia crudelissima di un ambizioso sottotenente che, quando riesce finalmente a essere promosso tenente di cavalleria, diventa cieco. E del suo cane da ciechi che, da lui maltrattato, finisce per essere abbandonato dal narratore, che lo aveva preso con sé per cercare di riconciliarlo con gli uomini. Senza riuscirci[11].